# Са друге стране
С друге стране (словен. Onkraj) је југословенски и словеначки филм снимљен је 1970. године.  
Филм је режирао Јоже Гале по сценарију Матеја Бора.

## Кратак садржај
Суочавања две истине. Бивши партизан Миха покушава да исприча једну истиниту и потресну причу из рата у бучном омладинском локалу где се млади забављају у лудом ритму уз доста музике,алкохол и дроге.
Али за младе људе је интересантнија игра од растрзане и неразумљиве приче старог борца под дејством алкохола.
У оваквом амбијенту призори ратних дана делују скоро умирујуће.

## Улоге
| Глумац            | Улога    |
| ----------------- | -------- |
| Ивица Видовић     | Дамјан   |
| Јасна Андроња     | Ања      |
| Јоже Зупан        | Мартин   |
| Јанез Шкоф        | Миха     |
| Јанез Ержен       | Јежовник |
| Андреј Нахтигал   | Муре     |
| Мирко Богатај     |          |
| Борис Каваца      |          |
| Славка Главина    |          |
| Борис Јух         |          |
| Фаника Подобникар |          |
| Андреј Ристић     |          |
| Аленка Светел     |          |
| Милена Зупанчић   |          |